# Neutron Star Collision (Love Is Forever)
«Neutron Star Collision (Love Is Forever)» — песня, записанная британской альтернативной рок-группой «Muse» специально для фильма «Сумерки. Сага. Затмение». Эта песня пока не входит ни в один официальный альбом этой группы. Сингл был выпущен 17 мая 2010 года.

## Список композиций
1. Neutron Star Collision (Love Is Forever) — 3:50

## История
Песня была записана в Калифорнии, в апреле 2010 года, после того, как группа не смогла записать её в Австралии в начале года, как планировалось первоначально. Первой объявила о выпуске сингла Стефани Майер на своем веб-сайте. BBC Radio 1 транслировал песню полной в 19:30 (по Гринвичу) — в 22:30 по Московскому времени, в понедельник 17 мая 2010 года, в это время ведущий Зейн Лоу брал интервью у солиста группы — Мэтта Бэллами. В интервью Бэллами сказал, что песня была записана после расставания с его подругой в 2009 году. 30-секундный превью клипа появился на официальном сайте MTV 18 мая, а 20 мая — полный клип.

## Видео
Клип начинается с соло Мэттью Бэллами на фортепиано. На следующих кадрах появляется вся группа. Стоит отметить, что в клипе использовались фрагменты фильма Затмение. Также были моменты, в которых Muse играли на фоне отрывков фильма.

## Дополнительные факты
- «Neutron Star Collision (Love Is Forever)» — уже третья песня Muse попавшая в саундтрек к Сумеречной Саге, после «Supermassive Black Hole» («Сумерки») и «I Belong to You» («Новолуние»), но сингл и видео с фрагментами для фильма они выпускают впервые.
- Режиссёр Затмения — Дэвид Слэйд является также режиссёром нескольких клипов Muse и старым другом группы.